# Džek Dimič
Željko Džek Dimić (engl. Jack Dimich) je američki glumac poreklom iz bivše SFRJ, rođen u Bosanskoj Dubici 4. novembra 1965. godine, gde je i živeo do svoje osamnaeste godine, a zatim dolazi u Beograd i, nakon nekoliko bezuspešnih pokušaja da se upiše na glumu na Akademiji dramskih umetnosti, 1992. odlazi u Švedsku, a nakon toga i u Prag. Sticajem okolnosti, obreo se u SAD-u, u Njujorku gde je 1997. godine primljen na čuveni Lee Strasberg Institut za film i teatar, glumačku akademiju na kojoj su, između ostalih, diplomirali i Al Paćino, Dastin Hofman, Armand Asante, Rebeka De Mornej i drugi.
Željko je 2001. godine diplomirao u klasi Majkla Margote, nastavljača „Strazbergovog“ pristupa glumi sa naslovnom ulogom u predstavi "Richard III". Uz savet svog profesora adaptirao je scensko ime Jack Dimich pod kojim je do sada ostvario preko 80 uloga na filmu, televiziji i u pozorištu. Do sada je igrao uloge na maternjem srpskohrvatskom, ruskom, italijanskom, češkom i engleskom jeziku. Živi na relaciji Njujork – Beograd.

## Karijera
Njegova karijera započinje još za vreme studija kada dobija glavnu ulogu u predstavi "Rats" (Pacovi) američkog autora Izraela Horovica. Nakon toga igrao je u predstavama: 
- "" (Zoološka priča), Edvarda Olbija
- "Ivanov", Antona Pavloviča Čehova
- "" (Soba), Harolda Pintera
- "", Fjodora Mihailoviča Dostojevskog
- "" (Medved), Antona Pavloviča Čehova
- "Emigranti", Slavomira Mrožeka

Predstava "Emigranti" prvi je njegov rad na maternjem jeziku na kojoj je sarađivao sa Žarkom Lauševićem, a njen kuriozitet je bio da je to prva predstava adaptirana i igrana na srpskohrvatskom jeziku na američkim prostorima.
Svoju prvu ulogu na filmu je dobio 2000. godine u "3AM" američkog reditelja Lija Dejvisa.
Zatim slede: 
- "Turneja"
- "Neke Druge Priče"

2008. godine dobija prvu glavnu ulogu u filmu "In The Name Of The Son" ("U ime sina") koji je pobedio na 22 internacionalna filmska festivala i koji je nominovan za prestižnu nagradu Oscar Američke akademije u kategoriji kratkog igranog filma. 
Poznat je po zapaženim ulogama u serijama:
- "-Braindead-"
- "-The Sopranos}-"
- "-Hawaii Five-O-"
- "-The Perfect Murder}-"
- "-Bromance}-"
- "-The Outpost}-"
- "-Limitless}-"
- "-TBH}-"
- "-Lillyhammer}-"
- "-Madam Secretary}-"
- "-Monsters Inside Me-"
- "-Emergency Center}-"
- "-Turneja -"
- "-Konak kod Hilmije -"
- "-Državni službenik -"

2013. godine igrao je naslovnu ulogu Nikole Tesle u predstavi "Tesla" engleske autorke Sheri Graubert na Off Brodway-u u Njujorku u režiji beogradske rediteljke Sanje Beštić. Film Željka Mirkovića "Teslin narod", igrano-dokumentarna drama u srpsko-američkoj produkciji , u kome ponovo tumači lik Nikole Tesle, kvalifikovao se za Oskara za dugometražni dokumentarni film 2019. godine i time zvanično postao kandidat za Oskara 2020.
Monodrama "Oj, živote" koju je adaptirao i režirao prema tekstu Josipa Pejakovića imala je nekoliko izvođenja u Beogradu, premijerno u Akademiji 28, a zatim u Galeriji Polet i Kulturnom centru Grad, a pre toga i u Los Anđelesu, Čikagu, Njujorku, Bosanskoj Dubici...
Iza njega je i nekoliko održanih javnih časova glume za kolege i studente (Opera i teatar Madlenijanum, Akademija umetnosti Beograd) gde je na radionici predstavio neke od najznačajnijih vežbi sa Lee Strasberg univerziteta, a u Beogradu je nastupao i sa večerima poezije uz nesvakidašnji pristup govorenja pesama na nekoliko jezika.

## Spoljašnje veze
- Džek Dimič на веб-сајту  (језик: енглески)
- Zvanična stranica

1. ↑  „Američki glumac srpskog porekla Džek Dimič sa monodramom "Oj, živote" u Beogradu”. Blic. Приступљено 24. 1. 2023.